# Allergène
Un allergène est une substance, une particule, un corps organique (atome, molécule, protéine) capable de provoquer une réaction allergique chez un sujet préalablement sensibilisé lorsqu'il est à son contact (le plus souvent par contact avec la peau, inhalation, ou ingestion).
Un allergène est dit « majeur » quand un antigène purifié déclenche une allergie chez 50 % ou plus des patients testés, et qu'il présente des IgE spécifiques, avec des tests cutanés immédiatement positifs, à une concentration très faible, chez au moins 90 % des sujets ayant la maladie allergique en relation avec cet allergène. Par exemple, l’arachide contient - sur 7 allergènes identifiés - 3 allergènes majeurs et un quatrième qui l'est presque.

## Différence entre «réaction allergique» et «réaction orthoergique»
- La réaction allergique est un phénomène pathologique, liée à une hypersensibilité à une substance habituellement sans danger pour la santé. C'est la rencontre entre une protéine allergène et un individu atopique, génétiquement prédisposé à réagir de façon allergique à cette protéine. Cette même réaction allergique peut également concerner une substance potentiellement pathogène à laquelle l'organisme réagirait de manière totalement disproportionnée, pouvant conduire par exemple à un choc anaphylactique.
- La réaction orthoergique est une réaction normale à une substance agressive.

Les deux symptomatologies peuvent être proches, mais c'est la substance responsable et le mécanisme d'apparition des symptômes qui est important. Le gaz lacrymogène, le poivre, les orties, sont des exemples de substances entraînant des manifestations proches de celles dues à un allergène, habituellement sans allergie vraie.

## Allergènes
Poussière, pollens, spores de moisissures, poils d'animaux sont les allergènes les plus fréquents, bien que de nombreuses autres substances puissent devenir un allergène pour un sujet donné. Les acariens contiennent également plusieurs allergènes issues de leurs particules fécales, de leurs sécrétions salivaires, des œufs et des larves ainsi que des débris cellulaires d’acariens morts tombés en poussière. Ils sont la cause première des allergies respiratoires et peuvent provoquer outre une rhinite allergique et de l'asthme, des conjonctivites voire une poussées de dermatite atopique.
On ne devient allergique qu'avec au moins deux contacts avec un allergène.
- Le premier contact n'entraîne aucune réaction visible : les cellules responsables de l'allergie deviennent hypersensibles (par un mécanisme mal connu) à une substance normalement inoffensive.
- Aux contacts suivants, l'allergène entraînera, en se liant aux cellules sus-citées, une cascade de réactions aboutissant à une manifestation allergique (du simple rhume des foins au choc anaphylactique, en passant par la crise d'asthme). On parle de « sensibilisation », qui peut être exacerbée par des cofacteurs ou allergies croisées.

L'allergie est le plus souvent induite par une protéine porteuse de l'allergène qui rencontre une cellule immunitaire et réagit avec elle : chez le sujet allergique à cet allergène, les cellules responsables de l'allergie (mastocyte en particulier) vont réagir à ce contact (cette étape ne se produit pas chez le sujet sain) et libérer des molécules chimiques responsables des symptômes allergiques : histamine, sérotonine, PAF, leucotriènes, prostaglandines, etc.
L'histamine entraîne en particulier vasodilatation (dilatation des veines et des artères), bronchoconstriction (rétrécissement des bronches), prurit (envie de se gratter), douleur : lorsque ces phénomènes se diffusent au corps entier, on observe un choc anaphylactique, accompagné d'un phénomène d'angoisse (la tension artérielle s'effondre en réponse à la dilatation de tous les vaisseaux, les organes ne sont plus assez perfusés, et la mort survient sauf en cas de traitement précoce).
Des études anglophones[Lesquelles ?] ont montré une corrélation entre la présence d'allergènes et l'asthme.

## Règlementations des allergènes dans la vente de denrées alimentaires non préemballées
L'Union européenne a défini une liste des allergènes alimentaires courants par le Règlement 1169/2011 et rendu leur étiquetage obligatoire.
La réglementation à propos de l’étiquetage des denrées alimentaires a été ajustée au niveau Européen. Un règlement est entré en vigueur en décembre 2011, c’est le règlement n°1169/2001. Il est aussi appelé le règlement INCO (Information du Consommateur). Ce nouveau règlement cherche à protéger la santé et les intérêts du consommateur.
Ce règlement est à l’origine de 3 grands changements. Le 1er est une déclaration à propos de la nutrition qui est devenue obligatoire pour tous les produits préemballés qui a été mis en application le 13 décembre 2016. Le 2e est un critère de lisibilité des étiquettes des produits préemballé, la taille des caractères doit être de 1,2 mm minimum, il a été mis en application le 13 décembre 2014. Et enfin le 3e est une déclaration des allergènes qui est renforcée pour tous les types de denrées mais en particulier pour les denrées alimentaires non préemballées qui a été mis en application le 13 décembre 2014.
La déclaration des allergènes est donc renforcée pour les denrées alimentaires non préemballées depuis le 13 décembre 2014: les entreprises agro-alimentaires doivent rendre les étiquetages de leurs produits plus transparents, avec notamment la dénomination de vente, les allergènes et l’état physique du produit. Ainsi, ces entreprises sont vendeuses et l’étiquetage des produits permet aux consommateurs d’avoir plus d’informations sur les allergènes. Ils sont donc les principaux acheteurs.
Vu qu'entre 3 % et 10% de la population française est atteinte d’allergies alimentaires, la spécification des allergènes sur chaque produit alimentaire n'est pas à négliger. Cette réglementation entrée en vigueur en 2011 est donc nécessaire aux clients atteints de ces allergies.
L’arrivée de cette réglementation peut entraîner une baisse ou une hausse de la demande, suivant que les consommateurs. soient effrayés ou rassurés.
Cette réglementation de l’étiquetage sur les denrées alimentaires non préemballées permet ainsi de réguler le marché en offrant plus de transparence au consommateur. Avec plus d’informations concernant le produit, il peut choisir de l’acheter ou de le remplacer par un produit substituable biologique par exemple. Ainsi, cette déclaration des allergènes peut donc augmenter la demande du produit s’ils ne sont pas trop nombreux ou au contraire la diminuer.